# Vasil Ruci
Vasi Ruci (né le 17 février 1958 à Vrenezë en Albanie) est un joueur de football albanais, désormais entraîneur.
Il est surtout connu pour voir terminé meilleur buteur du championnat d'Albanie en 1982 (avec 12 buts) et 1984 (avec 12 buts).

## Palmarès

### Club
- Coupe d'Albanie : 2

Flamurtari Vlorë : 1984-1985, 1987-1988

### Individuel
- Meilleur buteur du championnat d'Albanie : 2

1981-1982 (12 buts), 1983-1984 (12 buts)